# Girls (The Prodigy)
Girls è un singolo del gruppo musicale inglese The Prodigy, pubblicato il 30 agosto 2004 come primo estratto dal quarto album in studio Always Outnumbered, Never Outgunned.

## Tracce
1. Girls – 4:14
2. More Girls
3. Under My Wheels (Original Mix)

## Formazione
Musicisti
- Liam Howlett – programmazione, tastiera, chitarra, batteria, strumentazione analogica
- The Magnificent Ping Pong Bitches – voce
- Neil McLellan – programmazione aggiuntiva

Produzione
- Liam Howlett – produzione, missaggio
- Neil McLellan – coproduzione, missaggio
- Damian Taylor – ingegneria del suono Pro Tools
- Emily Lazar – mastering